# Франсуа-Андре Данікан Філідор
Франсуа́-Андре́ Даніка́н Філідо́р (фр. François-André Danican Philidor, 7 вересня 1726, Дре, поблизу Парижа — 31 серпня 1795) — французький шахіст і музичний композитор. Найсильніший шахіст світу 2-ї пол. XVIII ст. Один із творців французької комічної опери.

## Життєпис

### Ранні роки
Походив із роду придворних музикантів — відомим композитором, був, наприклад, його дід Андре. Прізвище «Данікан» дослідники виводять із Данкан, що показує можливе шотландське походження предків. Другу частину прізвища, Філідор, одержав його дід від короля Людовіка XIII за подібність до італійського гобоїста Філідорі.
Вже у дитинстві виділявся непересічними здібностями у музиці і шахах.
Після закінчення придворної капели у Версалі переїжджає до Парижа, де грає у відомому кафе «Режанс». Цей заклад був шаховим центром столиці у XVIII столітті. Окрім гри в шахи юнак заробляє на життя уроками музики.
Вчителем Філідора став Сір де Леґаль — найсильніший шахіст Парижа. Дуже швидко Філідор починає грати на рівні з майстром, а невдовзі перемагати його, здобувши репутацію найкращого гравця Франції.

### Лондонська слава
У 1745 році відвідує Голландію, де провів, зокрема, багато партій з англійськими офіцерами. Не в останню чергу завдяки їхнім зв'язкам Філідор у 1747 році перебрався до Лондона. Там у кафе «Слоутер» 21-річний француз упевнено перемагає всіх своїх суперників — відомого аналітика Александра Каннінґема, капітана Бертіна, вправного тактики Філіппа Стамма і сильного шахіста Абрагама Янсена.
Про перевагу Філідора над суперниками свідчать, наприклад, правила матчу проти Стамми: Стамма завжди грав білими, а нічия вважалася його перемогою. Навіть у таких умовах Філідор розгромив суперника 8:2 (+8 =1 -1). Янсена було переможено з рахунком 4:1.
У 1748 році шахіст здійснює поїздку до Голландії, де закінчує роботу над своїм посібником «Аналіз шахової гри». Твір вийшов у Лондоні 1749 року (всі 433 екземпляри були наперед замовлені ще до виходу книги) і став найкращим шаховим підручником XVIII століття. Відтоді книга витримала понад 100 видань, її було перекладено багатьма мовами.
У 1751 році їде до Пруссії, де живе у Потсдамі під особистим покровительством Фрідріха II, який захоплювався шахами. Там Філідор ознайомлюється з творами німецьких композиторів.

### Пізні роки і музична творчість
По тому повертається до Англії, а 1754 року — до Парижа, де безуспішно добивається посади придворного капельмейстера. У Франції він зосередився на музичній діяльності, написавши, загалом, понад 25 опер.
Деякі твори:
- Блез-чоботар (1759)
- Солдат-чарівник (1760) за лібрето Луї Ансома
- Садівник і його барин (1761)
- Коваль (1761)
- Санчо-Панса на своєму острові (1762)
- Дроворуб, або Три бажання (1763)
- Чаклун
- Том Джонс (1765)
- Ернелінда (1767)

Композитор широко використовував у своїх творах популярні народні та фольклорні мотиви. Критики відзначали, що його музика яскравіша та різноманітніша від творів більшості сучасників.
Сюжет опери «Солдат-чарівник» ліг в основу комедії І. Котляревського «Москаль-чарівник».
Проживаючи в Англії, Філідор мав можливість часто слухати музику Генделя, але, на думку спеціалістів, найбільше вплинула на композитора творчість Ґлюка.
Музична творчість не заважала Філідорові проводити багато часу у кафе «Режанс», де він був постійним відвідувачем. Наприклад, у 1781 році він підписав свою книгу «Аналіз» для американського громадського діяча і винахідника Бенджаміна Франкліна, який тоді був американським послом у Франції і захоплювався шахами. На запрошення англійських шахістів регулярно їздив на ігри до Лондона. Після такого вояжу в 1792 році Франсуа надовго залишився в Лондоні, оскільки між Англією та Францією почалась війна. Філідор потрапив до списку емігрантів, яким згідно з новим законом було заборонено повертатися до Франції.
31 серпня 1796 року 68-літній Франсуа-Андре Данікан Філідор помер у Лондоні.